# 国务院抗震救灾指挥部
国务院抗震救灾指挥部，是中华人民共和国国务院下设的国务院议事协调机构，负责抗震救灾指挥工作。

## 沿革
2000年2月24日，《国务院办公厅关于成立国务院抗震救灾指挥部和建立国务院防震减灾工作联席会议制度的通知》（国办发〔2000〕17号）称，“国务院决定成立国务院抗震救灾指挥部和建立国务院防震减灾工作联席会议制度。”“依据《国家破坏性地震应急预案》，一旦发生造成特大损失的严重破坏性地震，中国地震局迅速向国务院报告并建议国务院抗震救灾指挥部开始运作。”“为了加强平时对防震减灾工作的统一领导和指挥调度，建立国务院防震减灾工作联席会议制度。”
2018年3月17日第十三届全国人民代表大会第一次会议通过《第十三届全国人民代表大会第一次会议
关于国务院机构改革方案的决定》，批准《国务院机构改革方案》。方案规定：“组建应急管理部。将国家安全生产监督管理总局的职责，国务院办公厅的应急管理职责，公安部的消防管理职责，民政部的救灾职责，国土资源部的地质灾害防治、水利部的水旱灾害防治、农业部的草原防火、国家林业局的森林防火相关职责，中国地震局的震灾应急救援职责以及国家防汛抗旱总指挥部、国家减灾委员会、国务院抗震救灾指挥部、国家森林防火指挥部的职责整合，组建应急管理部，作为国务院组成部门。中国地震局、国家煤矿安全监察局由应急管理部管理。公安消防部队、武警森林部队转制后，与安全生产等应急救援队伍一并作为综合性常备应急骨干力量，由应急管理部管理。不再保留国家安全生产监督管理总局。”

## 职责
2000年《国务院办公厅关于成立国务院抗震救灾指挥部和建立国务院防震减灾工作联席会议制度的通知》规定，国务院抗震救灾指挥部的主要职责是“统一领导、指挥和协调地震应急与救灾工作。”
1. 分析、判断地震趋势和确定应急工作方案。
2. 部署和组织国务院有关部门和受灾地区按照《国家破坏性地震应急预案》，对受灾地区进行紧急援救。
3. 协调总参谋部和武警总部迅速调集部队参加抢险救灾。
4. 必要时，提出跨省、自治区、直辖市的特别管制措施以及干线交通管制或者封锁国境等特别管制措施的建议。
5. 其他有关地震应急和救灾的重大事项[1]。

国务院防震减灾工作联席会议制度的主要职责是“统一领导、协调防震减灾工作。”
1. 研究、审议防震减灾工作重大政策和措施。
2. 协调各地区、各部门之间涉及防震减灾工作的重大事项。
3. 通报重要震情和防震减灾工作情况[1]。

## 组成人员
| 2000年《国务院办公厅关于成立国务院抗震救灾指挥部和建立国务院防震减灾工作联席会议制度的通知》确定的组成人员是： 指挥长 - 温家宝（国务院副总理） 副指挥长 - 马凯（国务院副秘书长） - 吕登明（总参作战部部长） - 刘江（国家计委副主任） - 石万鹏（国家经贸委副主任） - 范宝俊（民政部副部长） - 陈章立（地震局局长） 成员 - 杨文昌（外交部副部长） - 张保庆（教育部副部长） - 邓楠（科技部副部长） - 张广钦（国防科工委秘书长） - 罗锋（公安部副部长） - 张佑才（财政部副部长） - 蒋承菘（国土资源部副部长） - 叶如棠（建设部副部长） - 刘志军（铁道部副部长） - 李居昌（交通部副部长） - 张春江（信息产业部副部长） - 周文智（水利部副部长） - 孙广相（外经贸部副部长） - 殷大奎（卫生部副部长） - 牟新生（海关总署副署长） - 祝光耀（环保总局副局长） - 鲍培德（民航总局副局长） - 张海涛（广电总局副局长） - 孙钢（旅游局副局长） - 李冰（新闻办副主任） - 冯晓增（保监会副主席） - 姜增伟（内贸局副局长） - 赵铁锤（煤炭局副局长） - 蒲海清（冶金局局长） - 谢钟毓（石化局副局长） - 朱成友（武警部队副司令员） | 2003年6月6日《国务院办公厅关于调整国务院抗震救灾指挥部组成人员的通知》（国办发〔2003〕53号）调整后的组成人员是： 指挥长 - 回良玉（国务院副总理） 副指挥长 - 宋瑞祥（地震局局长） - 汪洋（国务院副秘书长） - 章沁生（总参谋部作战部部长） - 刘江（发展改革委副主任） - 杨衍银（民政部副部长） 成员 - 吕新华（外交部部长助理） - 张保庆（教育部副部长） - 李学勇（科技部副部长） - 张广钦（国防科工委副主任） - 白景富（公安部副部长） - 金立群（财政部副部长） - 寿嘉华（国土资源部副部长） - 郑一军（建设部副部长） - 刘志军（铁道部部长） - 胡希捷（交通部副部长） - 奚国华（信息产业部副部长） - 鄂竟平（水利部党组成员） - 陈健（商务部部长助理） - 马晓伟（卫生部副部长） - 刘文杰（海关总署副署长） - 葛志荣（质检总局副局长） - 潘岳（环保总局副局长） - 李军（民航总局副局长） - 张海涛（广电总局副局长） - 张文周（食品药品监管局副局长） - 赵铁锤（安全监管局副局长） - 顾朝曦（旅游局副局长） - 周波（港澳办副主任） - 冯小增（保监会副主席） - 李炳才（台办副主任） - 王国庆（新闻办副主任） - 朱成友（武警部队副司令员） - 陈建民（地震局副局长） |

| 2008年4月21日《国务院办公厅关于调整国务院抗震救灾指挥部成员的通知》（国办发〔2008〕30号）调整后的组成人员是： 指挥长 - 回良玉（国务院副总理） 副指挥长 - 陈建民（地震局局长） - 张勇（国务院副秘书长） - 戚建国（总参谋部作战部部长） - 杜鹰（发展改革委副主任） - 李立国（民政部副部长） - 刘金国（公安部副部长） 成员 - 李金章（外交部副部长） - 袁贵仁（教育部副部长） - 刘燕华（科技部副部长） - 苗圩（工业和信息化部副部长） - 张少春（财政部副部长） - 贠小苏（国土资源部副部长） - 潘岳（环境保护部副部长） - 黄卫（住房城乡建设部副部长） - 冯正霖（交通运输部副部长） - 胡亚东（铁道部副部长） - 鄂竟平（水利部副部长） - 姜增伟（商务部副部长） - 刘谦（卫生部副部长） - 龚正（海关总署副署长） - 魏传忠（质检总局副局长） - 张海涛（广电总局副局长） - 王德学（安全监管总局副局长） - 王志发（旅游局副局长） - 周波（港澳办副主任） - 李炳才（台办海协会常务副会长） - 王国庆（新闻办副主任） - 赵和平（地震局副局长） - 许小峰（气象局副局长） - 周延礼（保监会副主席） - 王飞（海洋局副局长） - 杨国庆（民航局副局长） - 霍毅（武警部队副司令员） | 2013年5月10日《国务院办公厅关于调整国务院抗震救灾指挥部组成人员的通知》（国办发〔2013〕34号）调整后的组成人员是： 指挥长 - 汪洋（国务院副总理） 副指挥长 - 陈建民（地震局局长） - 章沁生（解放军副总参谋长） - 丁学东（国务院副秘书长） - 杜鹰（发展改革委副主任） - 姜力（民政部副部长） - 刘金国（公安部副部长） 成员 - 吴恒权（中央宣传部副部长） - 张明（外交部部长助理） - 鲁昕（教育部副部长） - 王伟中（科技部副部长） - 朱宏任（工业和信息化部总工程师） - 张苏军（司法部副部长） - 余蔚平（财政部部长助理） - 汪民（国土资源部副部长） - 周建（环境保护部副部长） - 郭允冲（住房城乡建设部副部长） - 冯正霖（交通运输部副部长） - 刘宁（水利部副部长） - 高鸿宾（农业部副部长） - 姜增伟（商务部副部长） - 徐科（卫生计生委副主任） - 黄淑和（国资委副主任） - 鲁培军（海关总署副署长） - 魏传忠（质检总局副局长） - 聂辰席（新闻出版广电总局副局长） - 王德学（安全监管总局副局长） - 祝善忠（旅游局副局长） - 华建（港澳办副主任） - 李亚飞（台办主任助理） - 王国庆（新闻办副主任） - 丁仲礼（中科院副院长） - 修济刚（地震局副局长） - 矫梅燕（气象局副局长） - 李劲夫（保监会主席助理） - 史玉波（能源局副局长） - 胡亚枫（国防科工局副局长） - 王宏（海洋局副局长） - 闵宜仁（测绘地信局副局长） - 夏兴华（民航局副局长） - 孙原生（总参谋部应急办主任） - 薛国强（武警部队副司令员） - 周长奎（共青团中央书记处书记） - 胡亚东（中国铁路总公司副总经理） |

## 办事机构
2000年《国务院办公厅关于成立国务院抗震救灾指挥部和建立国务院防震减灾工作联席会议制度的通知》规定，国务院抗震救灾指挥部办公室设在中国地震局，按有关规定履行职责，指挥部办公室组成人员包括主任和成员，成员是国务院各有关部门和总参谋部、武警总部的联络员。
| 主任 - 陈章立（2000年2月24日－2002年1月，兼任） - 宋瑞祥（2002年1月－2004年12月，兼任） - 陈建民（2004年12月－2016年12月，兼任） - 郑国光（2016年12月－，兼任） | 副主任 - 尹光辉（？－） |